# 太田昌国
太田 昌国（おおた まさくに 1943年（昭和18年） - ）は、日本の思想評論家、映画評論家、編集者、翻訳家。
東アジア反日武装戦線のメンバーの支援活動を行っている。

## 経歴
釧路市生まれ。1968年、東京外国語大学ロシア語科卒。
出版社からの就職が一旦内定したが取り消された。翻訳や校正、肉体労働のアルバイトをしながら、国立国会図書館などで研究活動をしていた。どちらかというと、ソ連を先頭とする世界共産主義運動に対する幻想は持たず、アナキズムの方向性を抱いていたと回顧している。
1960年代には、レボルト社からアジア、アフリカ、ラテンアメリカについての情報を扱った『世界革命運動情報』の編集、刊行に関わってきた。チェ・ゲバラが1967年10月9日にボリビアで処刑された後、翌1968年にゲバラの著者の翻訳を、『国境を越える革命』の邦題の下、世界革命運動情報編集部名義で行っている。
1973年より1976年まで、メキシコやペルーをはじめ、ラテンアメリカにて労働しながら暮らす。日本に帰国後、ホルヘ・サンヒネスを筆頭とするボリビアのウカマウ映画集団の作品の自主上映活動に中心的な役割を担い、シネマテーク・インディアスを主宰する。ラテンアメリカの解放闘争や市民運動に対して市民の関心を喚起するような言論活動をすすめる。
メキシコのサパティスタ民族解放軍のコミュニケをまとめ日本語に訳した本『もう、たくさんだ! - メキシコ先住民蜂起の記録』を1995年に、在ペルー日本大使公邸占拠事件についての著書『「ペルー人質事件」解読のための21章』を1997年に出版。その後現代企画室編集長となり、株式会社現代企画室の出版活動を担っている。
現在に至るまで、アメリカを中心とするグローバリズム、新自由主義、それらに対して、断固たる反対の態度を貫く。北朝鮮政府による日本人拉致問題について発言し、『拉致問題』を口実にした排外主義を懸念する一方で、冷戦中に無原則な北朝鮮礼賛をしていた日本の左翼知識人に対しても、左翼の立場から批判の態度をとる。
著書『「拉致」異論 - 日朝関係をどう考えるか』の第一章に於いては、1492年のクリストファー・コロンブスによる「アメリカ大陸の発見」以来の植民地主義や、それ以後帝国主義国であったスペイン、イギリス、アメリカ合衆国が主導した2003年のイラク戦争の侵略性、及び日本国と日本国民の脱植民地化の未了などを論じている。
『救う会』の熱心な会員であった蓮池透との共著『拉致対論』を2009年8月29日に太田出版から刊行している。
太田昌国はパレスチナ問題に関しては専門外ではあるが、時々パレスチナに関して講演や執筆を行うこともある。
2020年頃までに、三菱重工爆破事件を起こした大道寺将司元死刑囚の友人として、当事件の思想的意義について自由な表現を発信している。

## 著作・訳書

### 著作
- 『革命映画の創造 - ラテンアメリカ人民と共に』三一書房、1981年11月。ASIN B000J7TRS0。
- 『鏡としての異郷』（記録社 / 影書房） 1987年
- 『千の日と夜の記憶』（現代企画室） 1994年5月
- 『鏡のなかの帝国：世紀末日本イデオロギー評註』（現代企画室） 1996年5月
- 『「ペルー人質事件」解読のための21章』現代企画室、1997年8月。ISBN 9784773897135。
- 『「ゲバラを脱神話化する」』現代企画室、2000年8月。ISBN 9784773800050。
- 『日本ナショナリズム解体新書』現代企画室、2000年9月30日。ISBN 9784773800098。
- 『アンデスで先住民の映画を撮る - ウカマウの実践40年と日本からの協働20年』現代企画室、2000年10月。ISBN 9784773800128。
- 『「拉致」異論 - あふれ出る「日本人の物語」から離れて』太田出版、2003年7月。ISBN 9784872337747。
- 『「国家と戦争」異説 - 戦時体制下の省察』現代企画室、2004年7月。ISBN 9784773804027。
- 『暴力批判論』太田出版、2007年8月9日。ISBN 9784778310691。
- 『「拉致」異論 - 日朝関係をどう考えるか』河出書房新社〈河出文庫〉、2008年3月20日。ISBN 9784309408972。
- 『チェ・ゲバラプレイバック』現代企画室、2009年1月1日。ISBN 9784773808155。
- 『新たなグローバリゼーションの時代を生きて』河合文化教育研究所〈河合ブックレット〉、2011年3月。ISBN 9784777204618。

### 共著
- 蓮池透、太田昌国『拉致対論』太田出版、2009年8月29日。ISBN 9784778311810。

## 翻訳
- 『革命映画の創造 - ラテンアメリカ人民と共に』（ウカマウ集団著、三一書房） 1981年11月
- 『マルクス=エンゲルス素描』（エルネスト・チェ・ゲバラ、現代企画室） 2010年6月

### 共訳
- エルンスト・チェ・ゲバラ 著、太田昌国・松田政男、佐々木祥訳 訳『国境を越える革命』レボルト社、1968年。ASIN B000J9I70W。
- サパティスタ民族解放軍 著、太田昌国 訳『もう、たくさんだ! - メキシコ先住民蜂起の記録』 1巻、小林致広訳、現代企画室、1995年4月。ISBN 9784773894127。

## 脚註